# StarTexter
StarTexter ist eine Textverarbeitungssoftware, die in den 1980er-Jahren für verschiedene 8-Bit-Rechnern erhältlich war und in 6502-Assembler programmiert war. Die Software zeichnete sich durch eine Vielzahl an Funktionen, hohe Anpassungsfähigkeit und durchgängige Unterstützung deutscher Umlaute aus. Viele Parameter waren frei wählbar und mit dem mitgelieferten Tool StarFont ließen sich eigene Schriftarten erstellen oder bestehende dem persönlichen Bedarf anpassen.

## Funktionsumfang
Da die Bildschirmauflösungen der damaligen 8-bit-Computer in der Regel nur eine horizontale Darstellung von 40 Zeichen zuließen, wurde die Bildschirmdarstellung des bis zu 80 Zeichen breiten Textes durch Scrolling gelöst. Drucker konnten über eine Centronics-Schnittstelle oder die serielle Schnittstelle angeschlossen werden.

## Geschichte
Version 4.0 erschien im Herbst 1985 als Bookware (Handbuch mit 5,25-Zoll-Diskette) im SYBEX-Verlag. Ursprünglich hieß das Programm ToyTexter, wurde aber vom Verlag aus Marketinggründen noch vor der Erstveröffentlichung in StarTexter umbenannt. Autor der Commodore-64-Originalversion, der Adaptionen für den C128 und die Ländervarianten für Norwegen, Schweden sowie die Niederlande war Toni Schwaiger. Die Atari-8-Bit-Umsetzung übernahm Carsten Reinhardt, die letzte Version 5.2 war eine Funktionsupgrade von Michael Möller. Die Versionen für Commodore 64 und Atari 8-bit waren inhaltlich fast komplett identisch. Außerdem gab es eine MS-DOS-Variante. Sie wurde unter dem Namen SYBEX StarTexter PC 1989 in der dritten Auflage veröffentlicht. Autor war Reinhold Krumscheid.
Produktion und Vertrieb der von allen Varianten verkaufsstärksten C64-Version wurden zehn Jahre nach Erscheinen eingestellt. Weitere Programme in der Star-Software-Reihe des SYBEX-Verlags waren StarDatei (Toni Schwaiger) und StarPainter (Heino Hansen und Elmar Sonnenschein).

## Rezeption
Die deutsche ASM lobte Leistungsfähigkeit und Funktionsumfang des Programms und wertete, es „dürfte (...) derzeit wohl kaum einen Konkurrenten geben“.